# Krwistoborowik świerkowo-jodłowy

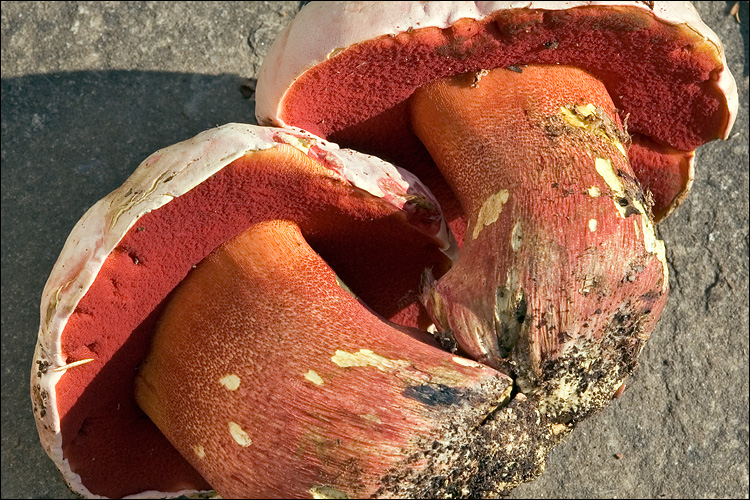

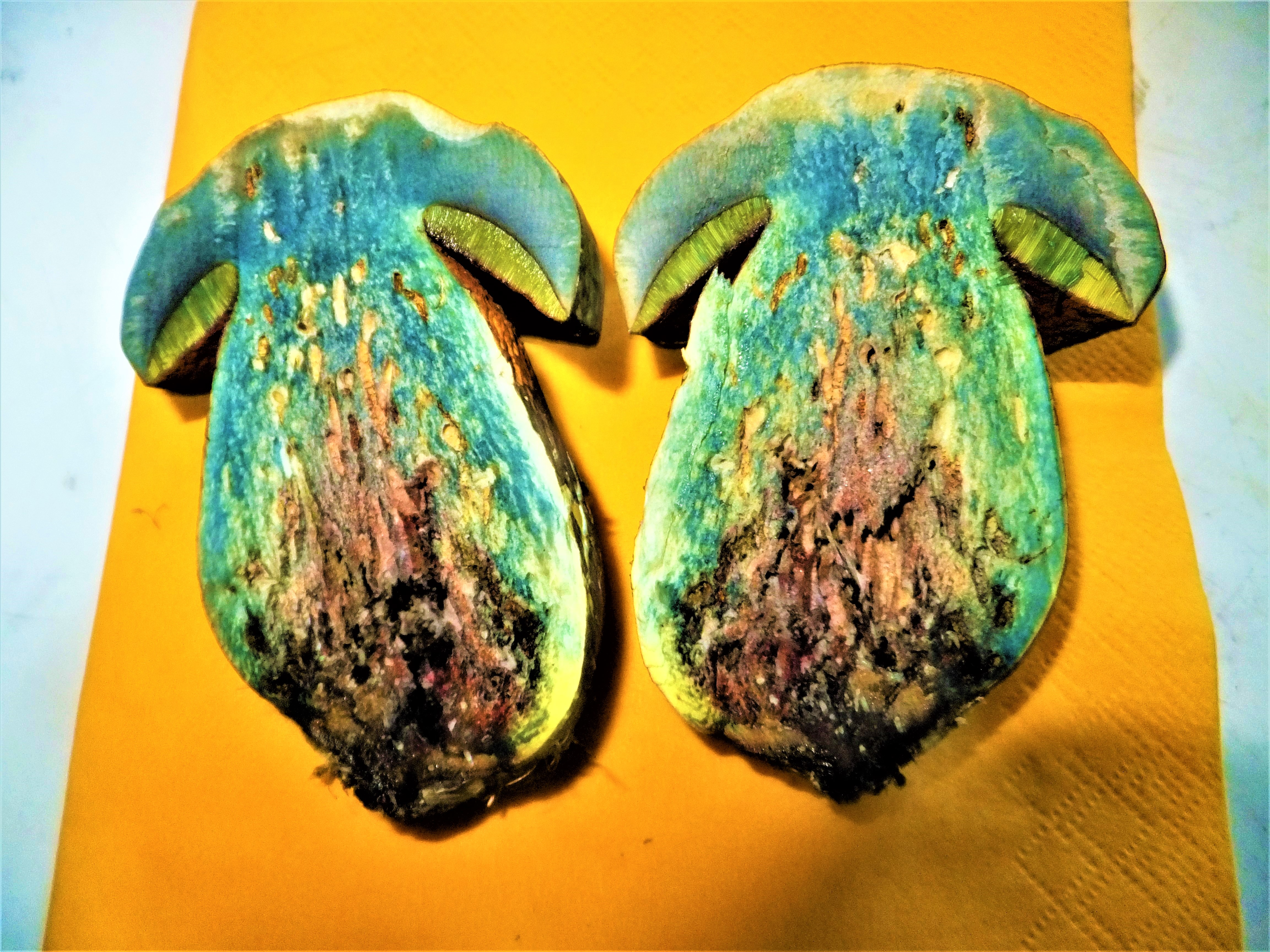

Krwistoborowik świerkowo-jodłowy (Rubroboletus rubrosanguineus (Cheype) Kuan Zhao & Zhu L. Yang) – gatunek grzybów z rodziny borowikowatych (Boletaceae).

## Systematyka i nazewnictwo
Pozycja w klasyfikacji według Index Fungorum: Rubroboletus, Boletaceae, Boletales, Agaricomycetidae, Agaricomycetes, Agaricomycotina, Basidiomycota, Fungi.
Gatunek ten opisał w 1983 roku Jean-Louis Cheype, nadając mu nazwę Boletus rubrosanguineus. W 2014 r. Kuan Zhao, L. Zhu i L. Yang przenieśli go do rodzaju Rubroboletus.
Synonimy:
- Boletus rubrosanguineus Cheype 1983
- Suillellus rubrosanguineus (Cheype) Blanco-Dios 2015

Nazwa polska według rekomendacji Komisji ds. Polskiego Nazewnictwa Grzybów przy Polskim Towarzystwie Mykologicznym. W internetowym portalu grzybiarzy opisany jest jako borowik orawski Suillellus rubrosanguineus.

## Morfologia
Owocnik gruby, jędrny. Jego kapelusz może osiągnąć średnicę do 20 cm. W młodych owocnikach jest półkulisty, z czasem wypukły, w starszych owocnikach płaski. Charakterystyczną cechą jest różowawy brzeg kapelusza. Pory rurek czerwone. Miąższ w kapeluszu i w górnej części trzonu żółty, po uszkodzeniu staje się lekko niebieskawy. Trzon cylindryczny lub bulwiasty. Górna część jego powierzchni jest żółta i czerwono lub pomarańczowo siateczkowana, dolna pomarańczowoczerwona lub różowa, bez siateczki. Świeże owocniki mają grzybowy zapach, wysuszone pachną sianem.
Bardzo podobny jest krwistoborowik lubczykowy Rubroboletus legaliae. Ten jednak żyje w symbiozie z drzewami liściastymi.

## Występowanie i siedlisko
Występuje w Azji i Europie Wschodniej, notowany także na kilku stanowiskach we Francji. W piśmiennictwie naukowym na terenie Polski do 2021 r. nie podano jego stanowisk, ale stanowiska takie na Orawie i w Beskidzie Sądeckim znaleźli grzybiarze i są opublikowane na internetowym portalu grzybiarzy. W Czechach znajduje się na czerwonej liście gatunków zagrożonych.
Naziemny grzyb ektomykoryzowy żyjący w symbiozie ze świerkiem i jodłą. Występuje w lasach górskich.